# José Monlau
José Monlau y Sala (Barcelona 1832-Palma de Mallorca, 1908) fue un botánico, ornitólogo y mineralólogo de Cataluña, España.

## Biografía
Hijo único del humanista e higienista Pedro Felipe Monlau, José Monlau fue un naturalista, autor de diversas obras sobre botánica, ornitología, mineralogía, etc, muy difundidas en su época en el mundo escolar. En 1855 obtuvo la Cátedra de Historia Natural y Agricultura del Instituto Balear, cargo que va a desempeñar también posteriormente en el Instituto de Barcelona. Fue miembro de la Real Academia de Ciencias Naturales y Artes de Barcelona y caballero de la Real Orden de Carlos III.
La Biblioteca Moragues Monlau que se conserva en el Monasterio de la Real de Palma de Mallorca es, en gran parte, fruto del legado de José y Pedro Felipe Monlau.  
Mantuvo correspondencia sobre cuestiones lingüísticas (que todavía se conserva) con Mossèn Vidal i Alcover, uno de los creadores del Diccionari Català Valencià Balear.

## Obras
- Compendio de Historia  Natural, (1867)

- Datos: Q9014596